# Mary Ellen Rudin
Mary Ellen Rudin   (Hillsboro, 7 de desembre de 1924 - Madison, 18 de març de 2013) va ser una matemàtica estatunidenca coneguda pel seu treball en topologia general.

## Biografia
Mary Ellen (Estill) Rudin va néixer a Hillsboro (Texas, Estats Units) filla de Joe Jefferson Estill i Irene Shook Estill. La seva mare Irene era professora d'anglès abans de casar-se i el seu pare Joe era enginyer civil. La família es va traslladar amb el treball del seu pare, però Mary Ellen va passar gran part de la seva infància a Leakey (Texas). Tenia un germà petit. Les àvies maternes de Rudin havien anat al Mary Sharp College, prop de la seva ciutat natal a Winchester, Tennessee. Rudin va seguir aquest llegat i la seva família valora positivament l'educació rebuda en una entrevista.
Rudin va estudiar a la Universitat de Texas a Austin, on va acabar el grau l'any 1944 després de només tres anys d'entrar al programa matemàtiques amb Robert Lee Moore. En la seva tesi final va presentar un contraexemple a un dels "axiomes de Moore". Va completar el doctorat l'any 1949.
Quan era estudiant, va ser membre de la Sororitat Phi Mu, i va ser triada membre de la societat Phi Beta Kappa.

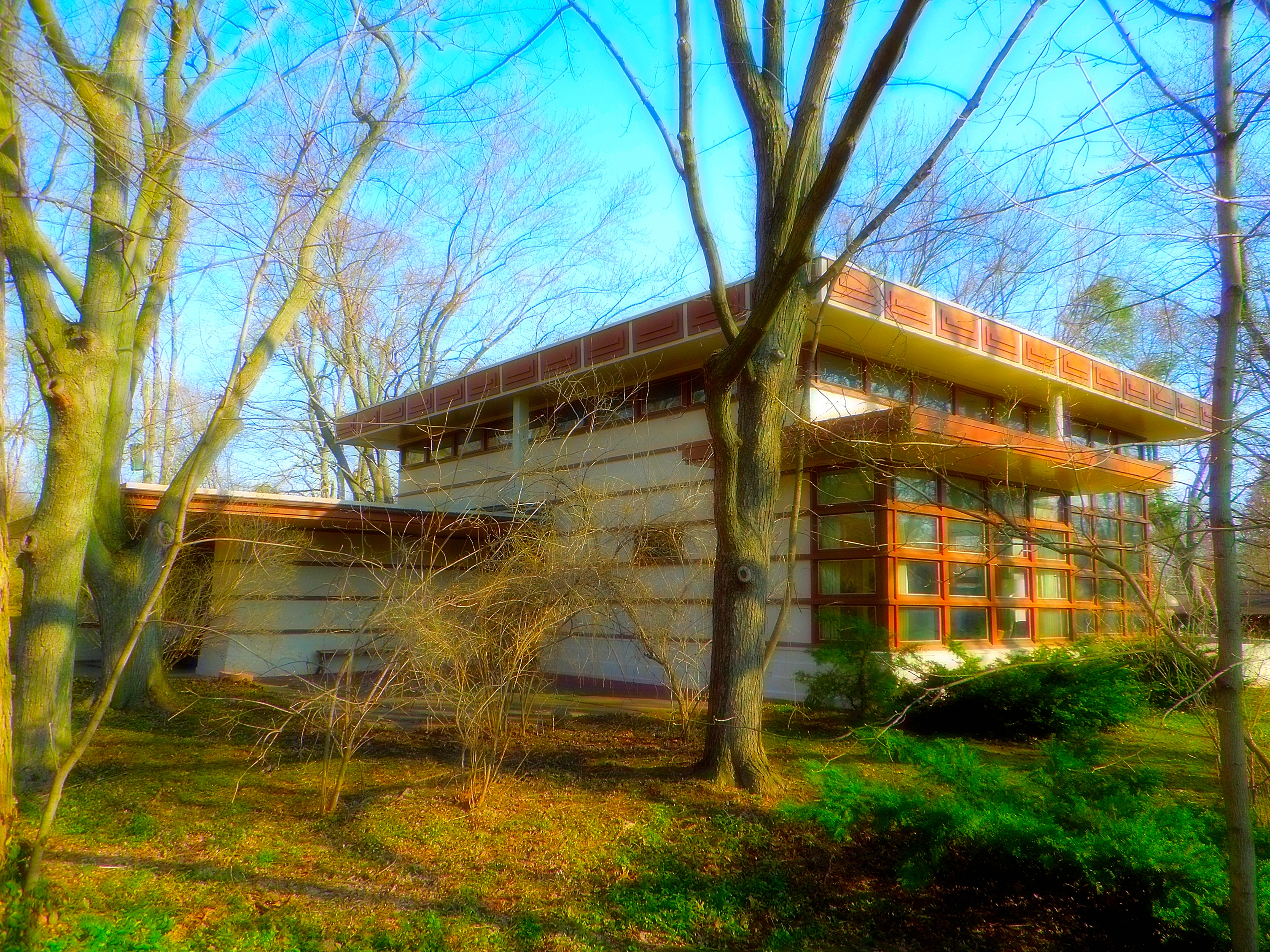
La casa dels Rudin al 110 de Marinette Trail (Madison), dissenyada per Frank Lloyd Wright el 1957.

L'any 1953, es va casar amb el també matemàtic Walter Rudin, a qui va conèixer quan ensenyava a la Universitat de Duke. Van tenir quatre fills.